# 青森県道路公社
青森県道路公社（あおもりけんどうろこうしゃ）は、青森県を設立団体とする地方道路公社である。

## 概要
1975年（昭和50年）4月1日設立。
1975年度（昭和50年度）から1995年度（平成7年度）まで赤字が続き、1995年度末（平成7年度末）には約42億円の繰越欠損金が発生した。このため県の支援を受けながら経営改革をし、1996年度（平成8年度）以降黒字となり、2004年度（平成16年度）で繰越欠損金を一掃した。長期債務も減少傾向となったが、債務償還のため青森県道路公社では有料道路の料金徴収期間を延長することについて今後の検討課題としている。
現在料金を徴収しているみちのく有料道路に関して、普通乗用車と大型車の割合が一般的な割合と整合しないことから、大型車に対する割引の社会実験や2004年（平成16年）には一時的に一般通行料を500円に値下げを行い、割合の改善を図ったが、かえって総収入が減るに至ったり、通行量が増えないなど効果がまったく出なかった。
しかし、そもそも割合がおかしいのは、料金徴収（収納）が正しく行われていないことに起因するのではないかとの疑いがある。

## 管理する道路
- E4A みちのく有料道路（青森県道257号後平馬屋尻線）
- 青森空港有料道路（青森県道27号青森浪岡線）
- E4A 第二みちのく有料道路（青森県道8号八戸野辺地線）

## かつて管理していた道路
- 青森中央大橋有料道路（青森県道120号荒川青森停車場線） : 2006年（平成18年）4月1日 無料開放